# مريم جعبر
مريم جعبر، كاتبة ومخرجة تونسيّة مقيمة في مونتريال، كندا. عُرضت أفلامها القصيرة "آلهة وأعشاب وثورات" (2012) و"ولد في الدوامة" (2017)، والذي شاركت في بطولته ساشا لين، في تونس وفي مهرجانات دولية. عُرض فيلمها القصير "إخوان" (2018)، الذي رشح لجائزة الأوسكار، في أكثر من 150 مهرجاناً وفاز بـ 75 جائزة عالمية. شاركت في مختبر صندانس لكتاب السيناريو، ومختبر "تالنت لاب" في مهرجان برلين السينمائي الدولي، ومُختبر مهرجان برلين للمواهب، ومُختبر "راوي" لكتاب السيناريو، وبرنامج محترف الشرق الأوسط للأفلام .
- رشحت للأوسكار هذا العام عن فيلمها القصير Brotherhood “إخوان”.
- اختير فيلم "إخوان” في مهرجان “صن دانس” ومهرجان تورنتو السينمائي الدولي”، وفاز بجائزة أفضل فيلم  قصير، كما فاز بحوالي 60 جائزة في 48 دولة.[2]
- نال فيلمها "ماء عين" جائزة أفضل فيلم روائي عربي مناصفة مع فيلم شكراً لأنك تحلم معنا للمخرجة الفلسطينية ليلى عباس بمهرجان الجونة السينمائي 2024.[3]